# Taiyangsheng (sockenhuvudort i Kina, Liaoning Sheng, lat 40,37, long 122,36)
Taiyangsheng är en sockenhuvudort i Kina. Den ligger i provinsen Liaoning, i den nordöstra delen av landet, omkring 180 kilometer sydväst om provinshuvudstaden Shenyang. Antalet invånare är 41 612. Befolkningen består av 20 477 kvinnor och 21 135 män. Barn under 15 år utgör 12,0 %, vuxna 15-64 år 78 %, och äldre över 65 år 9,0 %.
Runt Taiyangsheng är det tätbefolkat, med 297 invånare per kvadratkilometer. Närmaste större samhälle är Gaizhou, 2,7 km norr om Taiyangsheng. Trakten runt Taiyangsheng består till största delen av jordbruksmark.
Genomsnittlig årsnederbörd är 910 millimeter. Den regnigaste månaden är juli, med i genomsnitt 262 mm nederbörd, och den torraste är januari, med 7 mm nederbörd.